# Tau1 Lupi
Tau1 Lupi (τ1 Lupi, förkortad Tau1 Lup, τ1 Lup), som är stjärnans Bayer-beteckning, är en ensam stjärna i västra delen av stjärnbilden Vargen. Den har en skenbar magnitud av 4,55 och är synlig för blotta ögat där ljusföroreningar ej förekommer. Baserat på parallaxmätning inom Hipparcosuppdraget på ca 3,0 mas, beräknas den befinna sig på ett avstånd av ca 1 090 ljusår (330 parsek) från solen. Tau1 Lupi kan vara en flyktstjärna med en egenrörelse på 32,6 ± 3,6 km/s. Den ingår i undergruppen Upper-Centaurus Lupus inom den närliggande Sco OB2-föreningen.

## Egenskaper
Tau1 Lupi är en blå till vit underjättestjärna av spektralklass B2 IV. Den har en massa som är ca 10 gånger solens massa, en radie som är ca 7 gånger solens radie och avger ca 3 800 gånger mer energi än solen från dess fotosfär vid en effektiv temperatur på ca 15 300 K.
Tau1 Lupi är en pulserande variabel av Beta Cephei-typ. Den varierar mellan skenbar magnitud +4,54 och 4,58 med en period av 0,16547 dygn eller 3,971 timmar. Stjärnan visar ett överskott av infraröd strålning, vilket är ovanligt för en icke-emissionsstjärna av denna klass. Stoftskivans inre kant ligger på ett avstånd av 980 AE från stjärnan med en temperatur på 190 K och sträcker sig utåt till så mycket som 50 000 AE, där temperaturen sjunker till 40 K. Denna optiskt tunna skiva är inte relaterad till pulsationsbeteendet hos stjärnan.